# Pro Bowl 2021
Der Pro Bowl 2021 war das All-Star Game der National Football League (NFL) in der Saison 2020. Er fand am 31. Januar, eine Woche vor Super Bowl LV, online über Madden NFL 2021 statt. Ursprünglich sollte das Event am 31. Januar 2021 im Allegiant Stadium in Las Vegas, Nevada, stattfinden, allerdings wurde das Spiel aufgrund der COVID-19-Pandemie abgesagt.

## Hintergrund
Am 16. Juni 2020 wurde angekündigt, dass der Pro Bowl 2021 im Allegiant Stadium der Las Vegas Raiders stattfinden solle. Sie setzten sich gegen die Bewerbung des SoFi Stadium der Los Angeles Chargers und Los Angeles Rams und das Camping World Stadium in Orlando, Florida, durch. Am 14. Oktober 2020 wurde das Event aufgrund der COVID-19-Pandemie jedoch wieder abgesagt. Die NFL vergab daraufhin den Pro Bowl 2022 an das Allegiant Stadium und kündigte an, dass die Pro Bowl Kader trotzdem gewählt werden würden.
Am 17. November 2020 wurde angekündigt, dass der Pro Bowl im Jahr 2021 online im Videospiel Madden NFL 2021 durchgeführt werden solle. Die Abstimmungen begannen am 17. November 2020 und endeten am 17. Dezember 2020, die finalen Kader wurden am 21. Dezember 2020 bekanntgegeben.

## AFC-Kader

### Offense
| Position         | Starter                                                    | Ersatz                                                 |
| ---------------- | ---------------------------------------------------------- | ------------------------------------------------------ |
| Quarterback      | 15 Patrick Mahomes, Kansas City                            | 17 Josh Allen, Buffalo 4 Deshaun Watson, Houston       |
| Runningback      | 22 Derrick Henry, Tennessee                                | 24 Nick Chubb, Cleveland 28 Josh Jacobs, Las Vegas     |
| Fullback         | 42 Patrick Ricard, Baltimore                               |                                                        |
| Wide Receiver    | 10 Tyreek Hill, Kansas City 14 Stefon Diggs, Buffalo       | 13 Keenan Allen, LA Chargers 11 A. J. Brown, Tennessee |
| Tight End        | 87 Travis Kelce, Kansas City                               | 83 Darren Waller, Las Vegas                            |
| Offensive Tackle | 72 Eric Fisher, Kansas City 78 Laremy Tunsil, Houston      | 78 Orlando Brown Jr., Baltimore                        |
| Offensive Guard  | 75 Joel Bitonio, Cleveland 56 Quenton Nelson, Indianapolis | 66 David DeCastro, Pittsburgh                          |
| Center           | 53 Maurkice Pouncey, Pittsburgh                            | 78 Ryan Kelly, Indianapolis                            |

### Defense
| Position           | Starter                                                    | Ersatz                                                        |
| ------------------ | ---------------------------------------------------------- | ------------------------------------------------------------- |
| Defensive End      | 97 Joey Bosa, LA Chargers 95 Myles Garrett, Cleveland      | 55 Frank Clark, Kansas City                                   |
| Defensive Tackle   | 97 Cameron Heyward, Pittsburgh 95 Chris Jones, Kansas City | 93 Calais Campbell, Baltimore                                 |
| Outside Linebacker | 55 Bradley Chubb, Denver 90 T. J. Watt, Pittsburgh         | 99 Matthew Judon, Baltimore                                   |
| Inside Linebacker  | 53 Darius Leonard, Indianapolis                            | 49 Tremaine Edmunds, Buffalo                                  |
| Cornerback         | 25 Xavien Howard, Miami 27 Tre’Davious White, Buffalo      | 24 Stephon Gilmore, New England 44 Marlon Humphrey, Baltimore |
| Free Safety        | 39 Minkah Fitzpatrick, Pittsburgh                          | 31 Justin Simmons, Denver                                     |
| Strong Safety      | 32 Tyrann Mathieu, Kansas City                             |                                                               |

### Special Teams
| Position          | Starter                        | Ersatz |
| ----------------- | ------------------------------ | ------ |
| Punter            | 7 Jake Bailey, New England     |        |
| Kicker            | 9 Justin Tucker, Baltimore     |        |
| Return Specialist | 18 Andre Roberts, Buffalo      |        |
| Special Teamer    | 18 Matthew Slater, New England |        |
| Long Snapper      | 46 Morgan Cox, Baltimore       |        |

## NFC-Kader

### Offense
| Position         | Starter                                                        | Ersatz                                                 |
| ---------------- | -------------------------------------------------------------- | ------------------------------------------------------ |
| Quarterback      | 12 Aaron Rodgers, Green Bay                                    | 3 Russell Wilson, Seattle 1 Kyler Murray, Arizona      |
| Runningback      | 33 Dalvin Cook, Minnesota                                      | 41 Alvin Kamara, New Orleans 33 Aaron Jones, Green Bay |
| Fullback         | 44 Kyle Juszczyk, San Francisco                                |                                                        |
| Wide Receiver    | 17 Davante Adams, Green Bay 10 DeAndre Hopkins, Arizona        | 14 DK Metcalf, Seattle 18 Justin Jefferson, Minnesota  |
| Tight End        | 88 TJ Hockenson, Detroit                                       | 88 Evan Engram, NY Giants                              |
| Offensive Tackle | 69 David Bakhtiari, Green Bay 71 Trent Williams, San Francisco | 72 Terron Armstead, New Orleans                        |
| Offensive Guard  | 75 Brandon Scherff, Washington 74 Elgton Jenkins, Green Bay    | 75 Andrus Peat, New Orleans                            |
| Center           | 62 Jason Kelce, Philadelphia                                   | 77 Frank Ragnow, Detroit                               |

### Defense
| Position           | Starter                                                        | Ersatz                                                          |
| ------------------ | -------------------------------------------------------------- | --------------------------------------------------------------- |
| Defensive End      | 94 Cameron Jordan, New Orleans 55 Brandon Graham, Philadelphia | 99 Chase Young, Washington                                      |
| Defensive Tackle   | 99 Aaron Donald, LA Rams 91 Fletcher Cox, Philadelphia         | 97 Grady Jarrett, Atlanta                                       |
| Outside Linebacker | 52 Khalil Mack, Chicago 55 Za'Darius Smith, Green Bay          | 90 Jason Pierre-Paul, Tampa Bay                                 |
| Inside Linebacker  | 54 Bobby Wagner, Seattle                                       | 54 Fred Warner, San Francisco                                   |
| Cornerback         | 20 Jalen Ramsey, LA Rams 23 Jaire Alexander, Green Bay         | 23 Marshon Lattimore, New Orleans 24 James Bradberry, NY Giants |
| Free Safety        | 37 Quandre Diggs, Seattle                                      |                                                                 |
| Strong Safety      | 32 Budda Baker, Arizona                                        | 33 Jamal Adams, Seattle                                         |

### Special Teams
| Position          | Starter                           | Ersatz |
| ----------------- | --------------------------------- | ------ |
| Punter            | 3 Jack Fox, Detroit               |        |
| Kicker            | 7 Younghoe Koo, Atlanta           |        |
| Return Specialist | 84 Cordarrelle Patterson, Chicago |        |
| Special Teamer    | 44 Nick Bellore, Seattle          |        |
| Long Snapper      | 69 Tyler Ott, Seattle             |        |